# Gustav Adolf Scheidt
Gustav Adolf Scheidt (* 21. Juni 1827 in Ronsdorf (heute: Wuppertal); † 2. Oktober 1908 in Düsseldorf) war ein Unternehmer, Stifter und Ehrenbürger der Stadt Ronsdorf.

## Biografie
Gustav Adolf Scheidt wuchs in Ronsdorf auf und heiratete in jungen Jahren Hermine Göbel. Bald darauf wanderte er in die Vereinigten Staaten aus und wurde dort Vertreter der Badischen Aninilin- und Sodafabriken. Gleichzeitig vertrieb er die Produkte der Ronsdorfer Bandwirker. Als Millionär kehrte er  nach Deutschland zurück und ließ sich in Düsseldorf nieder. Von 1884 bis 1885 amtierte er dort als Konsul der Vereinigten Staaten. Als kapitalkräftige Rentner wohnte er in der so genannten „Villa New York“ am Anfang der Ratinger Straße, Ecke zur Alleestraße. Inmitten der Altstadt hielt er auf seinem Grundstück exotische Tiere.
Bereits 1860 förderte er die Ronsdorfer Turngemeinde und wurde zum Ehrenmitglied ernannt. 1896 erwarb er für 8.960 Mark ein Grundstück in seiner Geburtsstadt Ronsdorf an der heutigen, nach ihm benannten Scheidtstraße, schenkte es der Stadt und stiftete dort für 20.700 Mark den Bau einer Turnhalle und eines Spielplatzes. Weitere 50.000 Mark stiftete er für die Ferienspiele für Ronsdorfer Volksschüler. Für diese Spenden verlieh ihm der Rat der Stadt Ronsdorf am 15. Juli 1897 die Ehrenbürgerwürde.
1905 ermöglichte Scheidt der Stadt Düsseldorf mit einem Geschenk von 500.000 Goldmark Aktien des Düsseldorfer Zoos zu übernehmen und wünschte diesen unter dem Namen Zoologischer Garten Düsseldorf, Scheidt-Keim-Stiftung weiterzuführen.